# 若乃花幹士 (二代)
第二代若乃花幹士（日语：／ Wakanohana Kanji，1953年4月3日—2022年7月16日），原名下山勝則，是出身於日本青森縣大鱷町的前職業相撲選手。1978年7月晉昇第56代橫綱後，正式繼承親方現役時期的四股名“若乃花幹士”，后因病退出日本相撲協會（引退後成為間垣親方）。2022年7月16日因肺癌于大阪去世，享年69岁。

## 前期生涯
1968年，15歲的下山勝則跟隨二子山親方來到東京開始相撲生涯。與他一起同行的還有另一個隔壁町出身的少年高谷（第59代橫綱隆之里俊英）。最初他是以真名作為四股名，1971年3月改名朝ノ花。1973年1月再改名若三杉幹士，在第五年時升為十兩力士，此時他的素質也正式開花。在十兩只待了2個場所，1973年11月就晉升幕內。也開始與數名同年齡的明日之星被合稱為「花之28組」（同為昭和28年出生）而憑著天生端正的容貌與勻稱的身形，還讓他博得“美劍士”的外號。1974年9月至1975年1月拿下3次技能賞，在晉升新小結的第一場比賽就以一記外掛戰勝橫綱輪島大士，最終取得11勝，一躍而成眾所注目的焦點，隔場所就升格為關脇。接下來的兩年裡，他雖然受傷勢影響，成績呈現停滯。但從1976年9月到1977年1月，回到關脇的他再連續拿下三次11勝，附帶贏得了3個特別賞，順利成為大關一員。1977年5月，在晉昇為大關第二個的場所，就以13勝2敗的戰績贏得初優勝。

## 橫綱生涯
邁入1978年，若乃花取代輪島成為當時最強橫綱北之湖的主要競爭對手。1月拿下準優勝，3月和5月則與北之湖連續兩場所進行優勝決定戰，雖然最終都未能取勝，但在這三場季賽中，45場比賽取得了40場勝利，已經是當時的最佳成績（現仍並列第二），一次準優勝與兩次優勝同點的實績。這足以讓他獲得橫審委員們的青睞，榮升為第56代橫綱。如上文所述，晉升橫綱後若乃花繼承了親方現役的四股名。而在明治神宮進行首次奉納土俵入時，二子山親方曾指派貴之花當持太刀力士，用意是想藉此來激勵貴之花。
若乃花在25歲的時候就達到了相撲位階的頂點，相撲迷們自然希望他與北之湖能有長期的競爭。但大都分時間他還是無法撼動北之湖的地位。晉升橫綱後只有在1978年11月（15戰全勝）、79年5月和80年9月贏得優勝。往後因受傷與私生活等問題，影響他在土俵的表現，當千代之富士等新銳日漸抬頭後，就更不具存在感，雖然曾在81年迎娶親方的女兒。但在這段短暫而不幸的婚姻中，他沒有贏得任何季賽冠軍。時常還因大小傷不斷而被迫休養，這對夫婦最終在他83年29歲時宣布退休後不久離婚。不久後，他就與長期交往的女友、一位酒店女老闆再婚。